# Josef Källander
Anders Josef Källander, född 15 december 1861, död 25 oktober 1934, var en svensk prästman.

## Biografi
Källander avlade teoretisk teologisk examen vid Uppsala universitet 1889 och prästvigdes 1890, varefter han blev komminister i Skön 1892 och i Härnösand 1896. Han blev vice pastor i Uppsala församling 1902 och extraordinarie hovpredikant 1906. Åren 1910–1933 var Källander kyrkoherde i Hedvig Eleonora församling i Stockholm, 1910–1929 ledamot av Diakonistyrelsen och 1910–1930 av Stockholms stads konsistorium. Han var stadsfullmäktig 1918–1920 och ordförande i Stockholms prästsällskap 1927–1931. Han kallades till teologie doktor 1927. Källander ansågs som en framstående predikant och utgav ett flertal predikosamlingar.
Som vice pastor i Uppsala församling tog Källander i april 1905 initiativ till Studentkretsen för kyrkligt arbete i Uppsala som kom att involvera studenter i det moderna församlingsarbetet enligt församlingsrörelsens principer. Detta var grunden till den besöksverksamhet i aktiva församlingar som studenter inom ramen för de så  kallade studentkorstågen gjorde 1909–1910. Bland de präster som Källander involverade i denna verksamhet kan nämnas Axel Lutteman och Otto Centerwall. Bland de studenter som påverkades djupt av detta arbete kan nämnas Manfred Björkquist. Josef Källander är begravd på Norra begravningsplatsen utanför Stockholm.